# Brien McMahon
Brien McMahon, ursprungligen James O'Brien McMahon, född 6 oktober 1903 i Norwalk, Connecticut, död 28 juli 1952 i Washington, D.C., var en amerikansk demokratisk politiker. Han representerade delstaten Connecticut i USA:s senat från 1945 fram till sin död. Han är bäst ihågkommen för lagen McMahon Act (Atomic Energy Act) av år 1946 som ledde till grundandet av den federala myndigheten Atomic Energy Commission.
McMahon utexaminerades 1924 från Fordham University. Han avlade 1927 juristexamen vid Yale Law School. Han inledde samma år sin karriär som advokat i Norwalk och bestämde sig för att officiellt ändra sitt namn till Brien McMahon. Han tjänstgjorde år 1933 som domare i Norwalk men avgick samma år för att tillträda som medarbetare åt USA:s justitieminister. Han var sedan Assistant Attorney General 1935–1939. Ämbetet är av lägre rang än Deputy Attorney General. McMahon ledde avdelningen för straffrättsliga åtgärder (Criminal Division) på justitiedepartementet.
McMahon gifte sig 1940 med Rosemary Turner. Paret fick en dotter, Patricia. McMahon besegrade den sittande senatorn John A. Danaher i senatsvalet 1944. McMahon presenterade sitt förslag till lagen om atomkraft den 20 december 1945. Lagförslaget gick igenom med några ändringar och Harry S. Truman undertecknade lagen den 1 augusti 1946.
McMahon besegrade republikanen Joseph E. Talbot i senatsvalet 1950. Han bestämde sig sedan för att kandidera i presidentvalet i USA 1952. McMahons kampanjslogan var "The Man is McMahon". Hans kampanjfråga var tryggandet av världsfreden genom rädslan för atomvapen. Han måste avbryta sin kampanj då han diagnosticerades med cancer. Som en hyllning till McMahon förde delegationen från Connecticut enhälligt hans namn för nominering på Demokratiska partiets konvent i juli 1952 i Chicago. Framförandet av McMahons namn bland presidentkandidaterna var i det skedet en rent symbolisk handling. McMahon hade redan dragit sig tillbaka från kampanjen och han var för sjuk för att själv närvara vid konventet. Den följande morgonen föll han i koma och avled sedan den 28 juli 1952. McMahon gravsattes på Saint Marys Cemetery i Norwalk.